# 1618
Il 1618 (MDCXVIII in numeri romani) è un anno  del XVII secolo.

## Eventi
- Viene edificato il teatro Farnese nella grande sala del municipio di piazza della Pilotta a Parma.
- Mustafa I cede il trono dell'Impero Ottomano al suo successore Osman II.
- 8 marzo – Keplero annuncia la terza legge sul movimento dei pianeti (che subito rigetta ma che riconfermerà il 15 maggio).
- 22 maggio – Secondo Manzoni, ha inizio la storia de I promessi sposi.
- 23 maggio – La terza defenestrazione di Praga segna l'inizio della Guerra dei Trent'Anni.
- 20 luglio – Plutone occupa l'afelio: la volta successiva accadrà nel 1886 poi nel 2113.
- 29 agosto – Maurizio d'Orange imprigiona Johan van Oldenbarnevelt e Hugo Grotius.
- 4 settembre – Una vasta frana travolge e seppellisce l'abitato di Piuro in provincia di Sondrio. La notizia si diffonde rapidamente in tutta Europa suscitando viva impressione.
- 29 ottobre – Walter Raleigh, poeta e scrittore britannico, viene decapitato per congiura contro Giacomo I d'Inghilterra.

## Nati

### Gennaio
- 1º gennaio - Bartolomé Esteban Murillo, pittore spagnolo († 1682)
- 14 gennaio - Jan Six, politico, mecenate e collezionista d'arte olandese († 1700)
- 18 gennaio - Stefano Brancaccio, cardinale e arcivescovo cattolico italiano († 1682)
- 25 gennaio - Nicolaes Visscher, disegnatore, incisore e editore olandese († 1709)
- 28 gennaio - Reginaldus Cools, vescovo cattolico fiammingo († 1706)

### Febbraio
- 12 febbraio - Olof Verelius, storico svedese († 1682)

### Marzo
- 4 marzo - Giorgio Luigi di Nassau-Dillenburg, nobile tedesco († 1656)
- 14 marzo - Nadira Banu Begum, principessa indiana († 1659)

### Aprile
- 2 aprile - Francesco Maria Grimaldi, gesuita, fisico e astronomo italiano († 1663)
- 4 aprile - Ferrante III Gonzaga, nobile italiano († 1678)
- 9 aprile - Cristiano di Legnica-Brieg, nobile polacco († 1672)
- 9 aprile - Agustín Moreto, drammaturgo e religioso spagnolo († 1669)
- 13 aprile - Roger de Bussy-Rabutin, scrittore francese († 1693)
- 29 aprile - Vittoria Farnese, duchessa († 1649)

### Maggio
- 31 maggio - Giovanni IV della Frisia orientale-Rietberg, nobile tedesco († 1660)

### Giugno
- 1º giugno - Johann Franck, scrittore tedesco († 1677)
- 2 giugno - Carlo Gonzaga, marchese († 1695)
- 15 giugno - Ippolito Lante Montefeltro della Rovere, I duca di Bomarzo, nobile italiano († 1688)
- 18 giugno - Andrea d'Avalos, militare e politico italiano († 1709)
- 28 giugno - Jean Le Pautre, incisore francese († 1682)

### Luglio
- 1º luglio - Cosimo Fancelli, scultore italiano († 1688)
- 10 luglio - Everhard Jabach, banchiere, collezionista d'arte e mecenate olandese († 1695)
- 17 luglio - George Stewart, IX signore d'Aubigny, nobile scozzese († 1642)
- 22 luglio - Johan Nieuhof, viaggiatore, esploratore e disegnatore olandese († 1672)
- 30 luglio - Giuliano Cesarini, nobile italiano († 1665)

### Agosto
- 23 agosto - Renato II Borromeo, nobile italiano († 1685)

### Settembre
- 6 settembre - Giacomo Ruffo, arcivescovo cattolico italiano († 1691)
- 11 settembre - Francesco Grue, ceramista italiano († 1673)
- 12 settembre - Margherita d'Este, nobile italiana († 1692)
- 14 settembre - Peter Lely, pittore olandese († 1680)
- 14 settembre - Johannes Rechsteiner, politico svizzero († 1665)
- 27 settembre - Jakob Alting, teologo tedesco († 1679)

### Ottobre
- 8 ottobre - Claude Lamoral I di Ligne, militare spagnolo († 1679)
- 9 ottobre - Carlo de' Dottori, letterato, drammaturgo e librettista italiano († 1686)
- 31 ottobre - Maria Anna di Gesù de Paredes, religiosa ecuadoriana († 1645)

### Novembre
- 3 novembre - Aurangzeb, sovrano indiano († 1707)
- 8 novembre - Louise de La Fayette,  francese († 1665)
- 16 novembre - Federico III di Wied, nobile tedesco († 1698)

### Dicembre
- 8 dicembre - Madeleine Béjart, attrice teatrale francese († 1672)
- 13 dicembre - Pedro Nuño Colón de Portugal, nobile, politico e militare spagnolo († 1673)
- 16 dicembre - Elisabetta di Boemia, religiosa tedesca († 1680)
- 18 dicembre - Karl Kaspar von der Leyen, arcivescovo cattolico e nobile tedesco († 1676)
- 26 dicembre - Carlo Ciceri, cardinale e vescovo cattolico italiano († 1694)

### Senza giorno specificato
- Juan de Rocamora, generale spagnolo († 1691)
- Philips Angel II, pittore, incisore e illustratore olandese († 1664)
- Henry Bennet, I conte di Arlington, politico britannico († 1685)
- François Blondel, ingegnere e matematico francese († 1686)
- Thomas Blood, militare e criminale irlandese († 1680)
- Jan Both, pittore olandese († 1652)
- Ginevra Cantofoli, pittrice italiana († 1672)
- Vakhtang V di Cartalia, re († 1675)
- Médard Chouart des Groseilliers, esploratore francese († 1696)
- Andrea Cirino, teologo, letterato e storico italiano († 1664)
- David Conforte, storico tedesco († 1685)
- Gonzales Coques, pittore fiammingo († 1684)
- Abraham Cowley, poeta e saggista inglese († 1667)
- Gennaro Maria D'Afflitto, religioso, architetto e ingegnere italiano († 1673)
- Candido Del Buono, scienziato italiano († 1676)
- Adriaen van der Donck, avvocato e scrittore olandese († 1655)
- Tolomeo II Gallio, IV duca di Alvito, nobile italiano († 1687)
- Jan Pauwel Gillemans il Vecchio, pittore fiammingo († 1675)
- Hishikawa Moronobu, pittore e incisore giapponese († 1694)
- Johann Holwarda, astronomo e fisico olandese († 1651)
- Jeremiah Horrocks, astronomo britannico († 1641)
- François Pierre de La Varenne, cuoco e scrittore francese († 1678)
- Filiberto Laurenzi, compositore e clavicembalista italiano
- John Lawrence, politico inglese († 1699)
- Liu Rushi, poetessa, calligrafa e pittrice cinese († 1664)
- Richard Lovelace, poeta inglese († 1657)
- José Marín, cantante, chitarrista e compositore spagnolo († 1699)
- Conrad Meyer, pittore e incisore svizzero († 1689)
- Damien Mitton, scrittore francese († 1690)
- Juan Francisco de Montemayor de Cuenca, giurista, magistrato e scrittore spagnolo († 1685)
- Henry Oldenburg, letterato e ambasciatore tedesco († 1677)
- Bartolomeo Passante, pittore italiano († 1648)
- Simon Arnauld de Pomponne, diplomatico e politico francese († 1699)
- Giovanni Battista Rabbia, vescovo cattolico italiano († 1672)
- Giovanni Roano e Corrionero, arcivescovo cattolico spagnolo († 1703)
- Jacques Rohault, filosofo, matematico e fisico francese († 1672)
- Alphonse Antonio de Sarasa, matematico belga († 1667)
- Pieter Hendricksz Schut, incisore olandese († 1660)
- John Smith, filosofo e teologo inglese († 1652)
- Michiel Sweerts, pittore e incisore fiammingo († 1664)
- Jan Philips van Thielen, pittore fiammingo († 1667)
- Arcangelo Tipaldi, vescovo cattolico italiano († 1682)
- Michelangelo Torcigliani, poeta e traduttore italiano († 1679)
- Manuel de la Torre, arcivescovo cattolico spagnolo († 1679)
- Vitaliano Visconti, cardinale e arcivescovo cattolico italiano († 1671)
- Isaac Vossius, bibliotecario e saggista olandese († 1689)
- Adrien de Wignacourt, militare francese († 1697)
- Giancola del Mercato, giurista, storico e politico italiano († 1685)

## Morti

### Gennaio
- 3 gennaio - Michelle Nicod, tipografa svizzera
- 6 gennaio - Margherita Gonzaga, nobile italiana (n. 1564)
- 7 gennaio - Sallustio Petrocini, giurista e diplomatico italiano
- 12 gennaio - Eleonora di Württemberg, nobile tedesca (n. 1552)
- 17 gennaio - Luca Valerio, matematico italiano (n. 1553)
- 20 gennaio - Petrus Gonsalvus, nobile spagnolo (n. 1537)
- 26 gennaio - Orlando Carlo de' Rossi, militare italiano (n. 1575)

### Febbraio
- 3 febbraio - Filippo II di Pomerania, nobile tedesco (n. 1573)
- 5 febbraio - Giovanni Battista Laderchi, avvocato italiano (n. 1538)
- 8 febbraio - Zenobia Gonzaga, nobildonna italiana (n. 1588)
- 14 febbraio - Paolo Emilio Sfondrati, cardinale e vescovo cattolico italiano (n. 1560)
- 20 febbraio - Filippo Guglielmo d'Orange, principe (n. 1554)
- 21 febbraio - Vittorio Baldini, tipografo italiano
- 25 febbraio - Elizabeth Spencer, baronessa Hunsdon, nobildonna e poetessa inglese (n. 1552)

### Marzo
- 5 marzo - Giovanni Vasa, principe svedese (n. 1589)
- 16 marzo - Giovanni Bembo, doge (n. 1543)
- 18 marzo - Caterina di Lorena, nobildonna francese (n. 1585)
- 23 marzo - James Hamilton, I conte di Abercorn, nobile scozzese (n. 1575)
- 26 marzo - Coriolano Garzadori, vescovo cattolico e diplomatico italiano (n. 1543)
- 29 marzo - Bonaventura Secusio, patriarca cattolico italiano (n. 1558)

### Aprile
- 8 aprile - Antonio Carracci, pittore italiano
- 18 aprile - Maria dell'Incarnazione Avrillot, religiosa francese (n. 1566)
- 24 aprile - Antonietta d'Orléans-Longueville, religiosa francese (n. 1572)

### Maggio
- 9 maggio - Nicolò Donà, doge (n. 1540)
- 15 maggio - Andrea Vicentino, pittore italiano
- 19 maggio - Filippo Massini, letterato e poeta italiano (n. 1559)
- 21 maggio - Giovanni Bernardino Nanino, compositore italiano
- 24 maggio - Giovanni Giorgio I di Anhalt-Dessau, principe (n. 1567)
- 31 maggio - Paolo Lembo, gesuita, astronomo e matematico italiano (n. 1570)

### Giugno
- 7 giugno - Thomas West, III barone De La Warr, nobile inglese (n. 1577)
- 14 giugno - Margherita Gonzaga, duchessa italiana (n. 1562)
- 27 giugno - Vittoria Doria, nobildonna italiana (n. 1569)

### Luglio
- 9 luglio - Diego de Pantoja, gesuita e missionario spagnolo (n. 1571)
- 26 luglio - Martinus Smiglecius, filosofo polacco (n. 1564)

### Agosto
- 7 agosto - Maria Elisabetta Vasa, principessa svedese (n. 1596)
- 22 agosto - Erminio Valenti, cardinale e vescovo cattolico italiano (n. 1564)
- 23 agosto - Gerbrand Adriaensz Bredero, poeta e drammaturgo olandese (n. 1585)
- 24 agosto - Hŏ Kyun, scrittore, letterato e politico coreano (n. 1569)
- 27 agosto - Alberto Federico di Prussia, nobile prussiano (n. 1553)

### Settembre
- 4 settembre - Nicolò Rusca, presbitero svizzero (n. 1563)
- 5 settembre - Jacques du Perron, cardinale, arcivescovo cattolico e poeta francese (n. 1556)
- 13 settembre - Leonardo Orlandini, storico, poeta e religioso italiano (n. 1552)
- 22 settembre - Anne Spencer, baronessa Monteagle, nobildonna inglese (n. 1555)
- 28 settembre - Joshua Sylvester, poeta britannico (n. 1563)

### Ottobre
- 3 ottobre - Paolo Tolosa, arcivescovo cattolico italiano (n. 1558)
- 7 ottobre - Alonso de Idiáquez de Butrón y Múgica, militare e nobile spagnolo (n. 1565)
- 18 ottobre - Ambrosius Francken I, pittore e disegnatore fiammingo (n. 1544)
- 20 ottobre - Orsola Benincasa, religiosa e mistica italiana (n. 1547)
- 29 ottobre - Walter Raleigh, navigatore, corsaro e poeta inglese
- 30 ottobre - Carlo d'Austria, nobile e militare austriaco (n. 1560)
- 31 ottobre - Richard Martin, politico inglese (n. 1570)

### Novembre
- 2 novembre - Massimiliano III d'Austria, nobile austriaco (n. 1558)
- 5 novembre - Antonio Martelli, condottiero italiano (n. 1534)
- 16 novembre - Ottavio Belmosto, cardinale e vescovo cattolico italiano (n. 1559)

### Dicembre
- 6 dicembre - Fabio Biondi, patriarca cattolico italiano (n. 1533)
- 7 dicembre - Bernardo de Sandoval y Rojas, cardinale e arcivescovo cattolico spagnolo (n. 1546)
- 10 dicembre - Giulio Caccini, compositore e cantore italiano (n. 1551)
- 11 dicembre - Giannangelo Gaudenzio Madruzzo, militare italiano (n. 1562)
- 14 dicembre - Anna d'Asburgo, imperatrice (n. 1585)
- 31 dicembre - Prospero Farinacci, giurista, avvocato e magistrato italiano (n. 1544)

### Senza giorno specificato
- Capo Powhatan,  nativo americano
- Robert Abbot, teologo e vescovo anglicano inglese
- Giovanni Stefano Aiazza, vescovo cattolico italiano
- Daniel Bacheler, liutista e compositore inglese (n. 1572)
- Claude Billard, poeta e drammaturgo francese (n. 1550)
- Pignaloso Cafaro, ingegnere e architetto italiano
- Rudolf Coraduz von und zu Nußdorf, politico austriaco
- Joan Antonio Cumis, gesuita italiano (n. 1537)
- Giovanni Guerra, pittore e disegnatore italiano (n. 1544)
- Dirk Hendricksz, pittore olandese (n. 1544)
- Paolo Camillo Landriani, pittore italiano (n. 1562)
- Pietro Malombra, pittore italiano (n. 1556)
- Fillide Melandroni, modella italiana (n. 1581)
- Andrea Morosini, storico italiano (n. 1558)
- Christopher Newport, navigatore britannico (n. 1561)
- Donal Cam O'Sullivan Beare, nobile e militare irlandese (n. 1561)
- Ferdinando Richardson, compositore inglese
- Ferrante de' Rossi, militare italiano
- Francesco Sizzi, astronomo italiano
- Unkoku Togan, pittore giapponese (n. 1547)
- Maffeo Verona, pittore italiano
- Guglielmo di Fürstenberg-Heiligenberg, nobile tedesco (n. 1586)

## Calendario
| Calendario 1618 | Calendario 1618 | Calendario 1618 | Calendario 1618 | Calendario 1618 | Calendario 1618 | Calendario 1618 | Calendario 1618 | Calendario 1618 | Calendario 1618 | Calendario 1618 | Calendario 1618 | Calendario 1618 | Calendario 1618 | Calendario 1618 | Calendario 1618 | Calendario 1618 | Calendario 1618 | Calendario 1618 | Calendario 1618 | Calendario 1618 | Calendario 1618 | Calendario 1618 | Calendario 1618 | Calendario 1618 | Calendario 1618 | Calendario 1618 | Calendario 1618 | Calendario 1618 | Calendario 1618 | Calendario 1618 | Calendario 1618 | Calendario 1618 |
| --------------- | --------------- | --------------- | --------------- | --------------- | --------------- | --------------- | --------------- | --------------- | --------------- | --------------- | --------------- | --------------- | --------------- | --------------- | --------------- | --------------- | --------------- | --------------- | --------------- | --------------- | --------------- | --------------- | --------------- | --------------- | --------------- | --------------- | --------------- | --------------- | --------------- | --------------- | --------------- | --------------- |
|                 | 1               | 2               | 3               | 4               | 5               | 6               | 7               | 8               | 9               | 10              | 11              | 12              | 13              | 14              | 15              | 16              | 17              | 18              | 19              | 20              | 21              | 22              | 23              | 24              | 25              | 26              | 27              | 28              | 29              | 30              | 31              |                 |
| Gennaio         | Lu              | Ma              | Me              | Gi              | Ve              | Sa              | Do              | Lu              | Ma              | Me              | Gi              | Ve              | Sa              | Do              | Lu              | Ma              | Me              | Gi              | Ve              | Sa              | Do              | Lu              | Ma              | Me              | Gi              | Ve              | Sa              | Do              | Lu              | Ma              | Me              |                 |
| Febbraio        | Gi              | Ve              | Sa              | Do              | Lu              | Ma              | Me              | Gi              | Ve              | Sa              | Do              | Lu              | Ma              | Me              | Gi              | Ve              | Sa              | Do              | Lu              | Ma              | Me              | Gi              | Ve              | Sa              | Do              | Lu              | Ma              | Me              |                 |                 |                 |                 |
| Marzo           | Gi              | Ve              | Sa              | Do              | Lu              | Ma              | Me              | Gi              | Ve              | Sa              | Do              | Lu              | Ma              | Me              | Gi              | Ve              | Sa              | Do              | Lu              | Ma              | Me              | Gi              | Ve              | Sa              | Do              | Lu              | Ma              | Me              | Gi              | Ve              | Sa              |                 |
| Aprile          | Do              | Lu              | Ma              | Me              | Gi              | Ve              | Sa              | Do              | Lu              | Ma              | Me              | Gi              | Ve              | Sa              | Do              | Lu              | Ma              | Me              | Gi              | Ve              | Sa              | Do              | Lu              | Ma              | Me              | Gi              | Ve              | Sa              | Do              | Lu              |                 |                 |
| Maggio          | Ma              | Me              | Gi              | Ve              | Sa              | Do              | Lu              | Ma              | Me              | Gi              | Ve              | Sa              | Do              | Lu              | Ma              | Me              | Gi              | Ve              | Sa              | Do              | Lu              | Ma              | Me              | Gi              | Ve              | Sa              | Do              | Lu              | Ma              | Me              | Gi              |                 |
| Giugno          | Ve              | Sa              | Do              | Lu              | Ma              | Me              | Gi              | Ve              | Sa              | Do              | Lu              | Ma              | Me              | Gi              | Ve              | Sa              | Do              | Lu              | Ma              | Me              | Gi              | Ve              | Sa              | Do              | Lu              | Ma              | Me              | Gi              | Ve              | Sa              |                 |                 |
| Luglio          | Do              | Lu              | Ma              | Me              | Gi              | Ve              | Sa              | Do              | Lu              | Ma              | Me              | Gi              | Ve              | Sa              | Do              | Lu              | Ma              | Me              | Gi              | Ve              | Sa              | Do              | Lu              | Ma              | Me              | Gi              | Ve              | Sa              | Do              | Lu              | Ma              |                 |
| Agosto          | Me              | Gi              | Ve              | Sa              | Do              | Lu              | Ma              | Me              | Gi              | Ve              | Sa              | Do              | Lu              | Ma              | Me              | Gi              | Ve              | Sa              | Do              | Lu              | Ma              | Me              | Gi              | Ve              | Sa              | Do              | Lu              | Ma              | Me              | Gi              | Ve              |                 |
| Settembre       | Sa              | Do              | Lu              | Ma              | Me              | Gi              | Ve              | Sa              | Do              | Lu              | Ma              | Me              | Gi              | Ve              | Sa              | Do              | Lu              | Ma              | Me              | Gi              | Ve              | Sa              | Do              | Lu              | Ma              | Me              | Gi              | Ve              | Sa              | Do              |                 |                 |
| Ottobre         | Lu              | Ma              | Me              | Gi              | Ve              | Sa              | Do              | Lu              | Ma              | Me              | Gi              | Ve              | Sa              | Do              | Lu              | Ma              | Me              | Gi              | Ve              | Sa              | Do              | Lu              | Ma              | Me              | Gi              | Ve              | Sa              | Do              | Lu              | Ma              | Me              |                 |
| Novembre        | Gi              | Ve              | Sa              | Do              | Lu              | Ma              | Me              | Gi              | Ve              | Sa              | Do              | Lu              | Ma              | Me              | Gi              | Ve              | Sa              | Do              | Lu              | Ma              | Me              | Gi              | Ve              | Sa              | Do              | Lu              | Ma              | Me              | Gi              | Ve              |                 |                 |
| Dicembre        | Sa              | Do              | Lu              | Ma              | Me              | Gi              | Ve              | Sa              | Do              | Lu              | Ma              | Me              | Gi              | Ve              | Sa              | Do              | Lu              | Ma              | Me              | Gi              | Ve              | Sa              | Do              | Lu              | Ma              | Me              | Gi              | Ve              | Sa              | Do              | Lu              |                 |